# Campeonato Mundial de Halterofilismo de 2019 - Até 64 kg feminino
A categoria até 64 kg feminino foi um evento do Campeonato Mundial de Halterofilismo de 2019, disputado no Centro Nacional de Treinamento Esportivo Oriental, em Pattaya, na Tailândia, entre 21 e 22 de setembro de 2019. 

## Calendário
Horário local (UTC+7)
| Dia            | Horário | Fase    |
| -------------- | ------- | ------- |
| 21 de setembro | 22:30   | Grupo D |
| 22 de setembro | 08:00   | Grupo C |
| 22 de setembro | 12:00   | Grupo B |
| 22 de setembro | 20:25   | Grupo A |

## Medalhistas
| Evento    | Ouro           | Ouro   | Prata            | Prata  | Bronze               | Bronze |
| --------- | -------------- | ------ | ---------------- | ------ | -------------------- | ------ |
| Arranque  | Deng Wei (CHN) | 116 kg | Rim Un-sim (PRK) | 114 kg | Loredana Toma (ROU)  | 112 kg |
| Arremesso | Deng Wei (CHN) | 145 kg | Rim Un-sim (PRK) | 137 kg | Mercedes Pérez (COL) | 132 kg |
| Total     | Deng Wei (CHN) | 261 kg | Rim Un-sim (PRK) | 251 kg | Loredana Toma (ROU)  | 240 kg |

## Recordes
Antes desta competição, o recorde mundial da prova era o seguinte:
| Recorde         | Tipo      | Atleta         | Peso   | Local  | Data                |
| Recorde Mundial | Arranque  | Deng Wei (CHN) | 115 kg | Liampó | 24 de abril de 2019 |
| Recorde Mundial | Arremesso | Deng Wei (CHN) | 142 kg | Liampó | 24 de abril de 2019 |
| Recorde Mundial | Total     | Deng Wei (CHN) | 257 kg | Liampó | 24 de abril de 2019 |

Os seguintes novos recordes foram estabelecidos durante esta competição.
| Arranque | 116 kg | Deng Wei (CHN) | Recorde mundial |
| Arremeso | 143 kg | Deng Wei (CHN) | Recorde mundial |
| Arremeso | 145 kg | Deng Wei (CHN) | Recorde mundial |
| Total    | 259 kg | Deng Wei (CHN) | Recorde mundial |
| Total    | 261 kg | Deng Wei (CHN) | Recorde mundial |

## Resultado
Os resultados foram os seguintes. 
| Pos.              | Atleta                       | Grupo | Arranque (kg) | Arranque (kg) | Arranque (kg) | Arranque (kg)     | Arremesso (kg) | Arremesso (kg) | Arremesso (kg) | Arremesso (kg)    | Total |
| Pos.              | Atleta                       | Grupo | 1             | 2             | 3             | Resultado         | 1              | 2              | 3              | Resultado         | Total |
| ----------------- | ---------------------------- | ----- | ------------- | ------------- | ------------- | ----------------- | -------------- | -------------- | -------------- | ----------------- | ----- |
| Medalha de ouro   | Deng Wei (CHN)               | A     | 108           | 113           | 116           | Medalha de ouro   | 138            | 143            | 145            | Medalha de ouro   | 261   |
| Medalha de prata  | Rim Un-sim (PRK)             | A     | 108           | 112           | 114           | Medalha de prata  | 130            | 134            | 137            | Medalha de prata  | 251   |
| Medalha de bronze | Loredana Toma (ROU)          | A     | 107           | 112           | 116           | Medalha de bronze | 127            | 127            | 128            | 4                 | 240   |
| 4                 | Mercedes Pérez (COL)         | A     | 102           | 106           | 106           | 5                 | 128            | 132            | 135            | Medalha de bronze | 238   |
| 5                 | Irina Lepșa (ROU)            | A     | 103           | 106           | 109           | 4                 | 126            | 132            | 132            | 6                 | 235   |
| 6                 | Maude Charron (CAN)          | A     | 100           | 103           | 106           | 6                 | 123            | 127            | 130            | 5                 | 230   |
| 7                 | Nathalia Llamosa (COL)       | A     | 98            | 102           | 104           | 7                 | 120            | 125            | 125            | 15                | 222   |
| 8                 | Sarah Davies (GBR)           | A     | 95            | 98            | 100           | 11                | 124            | 129            | 130            | 9                 | 222   |
| 9                 | Giorgia Bordignon (ITA)      | B     | 95            | 99            | 101           | 8                 | 120            | 120            | 122            | 14                | 221   |
| 10                | Kumushkhon Fayzullaeva (UZB) | B     | 93            | 96            | 97            | 12                | 118            | 123            | 124            | 7                 | 221   |
| 11                | Elreen Ando (PHI)            | B     | 95            | 98            | 100           | 10                | 115            | 118            | 121            | 17                | 216   |
| 12                | Kim Ye-ra (KOR)              | C     | 93            | 96            | 98            | 13                | 115            | 119            | 121            | 16                | 215   |
| 13                | Chen Wen-huei (TPE)          | B     | 92            | 96            | 98            | 21                | 118            | 123            | 128            | 10                | 215   |
| 14                | Rakhi Halder (IND)           | B     | 90            | 90            | 90            | 25                | 120            | 124            | 124            | 8                 | 214   |
| 15                | Nuray Levent (TUR)           | B     | 90            | 93            | 94            | 16                | 112            | 117            | 120            | 18                | 211   |
| 16                | Sabine Kusterer (GER)        | D     | 91            | 95            | 97            | 15                | 111            | 115            | 117            | 21                | 210   |
| 17                | Mahassen Fattouh (LBN)       | C     | 88            | 91            | 92            | 27                | 112            | 117            | 121            | 12                | 209   |
| 18                | Anni Vuohijoki (FIN)         | B     | 91            | 94            | 94            | 24                | 114            | 117            | 119            | 19                | 208   |
| 19                | Megan Signal (NZL)           | C     | 88            | 91            | 92            | 20                | 113            | 113            | 115            | 22                | 207   |
| 20                | Sarah Cochrane (AUS)         | D     | 88            | 93            | 96            | 17                | 108            | 113            | 113            | 25                | 206   |
| 21                | Lisa Marie Schweizer (GER)   | C     | 91            | 94            | 96            | 14                | 107            | 110            | 112            | 29                | 206   |
| 22                | Namika Matsumoto (JPN)       | C     | 93            | 96            | 96            | 19                | 112            | 114            | 114            | 27                | 205   |
| 23                | Rachel Siemens (CAN)         | D     | 87            | 89            | 91            | 22                | 109            | 112            | 115            | 26                | 203   |
| 24                | Akane Yoshida (JPN)          | C     | 86            | 89            | 89            | 26                | 114            | 117            | 117            | 24                | 203   |
| 25                | Kiana Elliott (AUS)          | C     | 93            | 95            | 96            | 18                | 109            | 111            | 113            | 31                | 202   |
| 26                | Phạm Thị Hồng Thanh (VIE)    | C     | 88            | 88            | 91            | 28                | 108            | 110            | 112            | 28                | 200   |
| 27                | Daniela Gherman (SWE)        | C     | 88            | 91            | 91            | 23                | 103            | 108            | 112            | 33                | 199   |
| 28                | Polina Gurýewa (TKM)         | B     | 88            | 91            | 91            | 29                | 110            | —              | —              | 30                | 198   |
| 29                | Marianne Saarhelo (FIN)      | C     | 87            | 87            | 87            | 30                | 109            | 113            | 113            | 32                | 196   |
| 30                | Mona Pretorius (RSA)         | D     | 80            | 83            | 83            | 34                | 102            | 105            | 107            | 34                | 190   |
| 31                | Ganzorigiin Anuujin (MGL)    | C     | 87            | 87            | 87            | 31                | 103            | 105            | —              | 38                | 190   |
| 32                | Amanda Poulsen (DEN)         | D     | 81            | 85            | 87            | 33                | 101            | 104            | 107            | 36                | 189   |
| 33                | Vania Ravololoniaina (MAD)   | D     | 85            | 87            | 87            | 32                | 100            | 103            | 103            | 39                | 185   |
| 34                | Mabia Akhter (BAN)           | D     | 70            | 75            | 80            | 35                | 95             | 100            | 103            | 37                | 183   |
| 35                | Mercedes Portela (URU)       | D     | 68            | 72            | 75            | 36                | 86             | 90             | 95             | 40                | 162   |
| 36                | Ivana Rumenović (CRO)        | D     | 66            | 66            | 66            | 37                | 85             | 85             | 85             | 41                | 151   |
| —                 | Mattie Sasser (USA)          | A     | 96            | 100           | 103           | 9                 | 125            | 126            | 127            | —                 | —     |
| —                 | Marina Rodríguez (CUB)       | B     | 94            | 94            | 94            | —                 | 117            | 120            | 122            | 11                | —     |
| —                 | Han So-jin (KOR)             | C     | 100           | 100           | 101           | —                 | 112            | 115            | 120            | 13                | —     |
| —                 | Yuliya Shymechko (UKR)       | B     | 87            | 88            | 88            | —                 | 113            | 116            | 116            | 20                | —     |
| —                 | Angie Palacios (ECU)         | B     | 101           | 101           | 101           | —                 | 115            | —              | —              | 23                | —     |
| —                 | Marit Årdalsbakke (NOR)      | D     | 87            | 87            | 87            | —                 | 100            | 104            | 107            | 35                | —     |